# عباس‌آباد (صحنه)
عباس‌آباد (صحنه)، روستایی از توابع بخش مرکزی شهرستان صحنه در استان کرمانشاه ایران است.

## جمعیت
این روستا در دهستان هجر قرار دارد و براساس سرشماری مرکز آمار ایران در سال ۱۳۸۵، جمعیت آن ۲۴۶ نفر (۶۲خانوار) بوده‌است.